# Planta ornamental

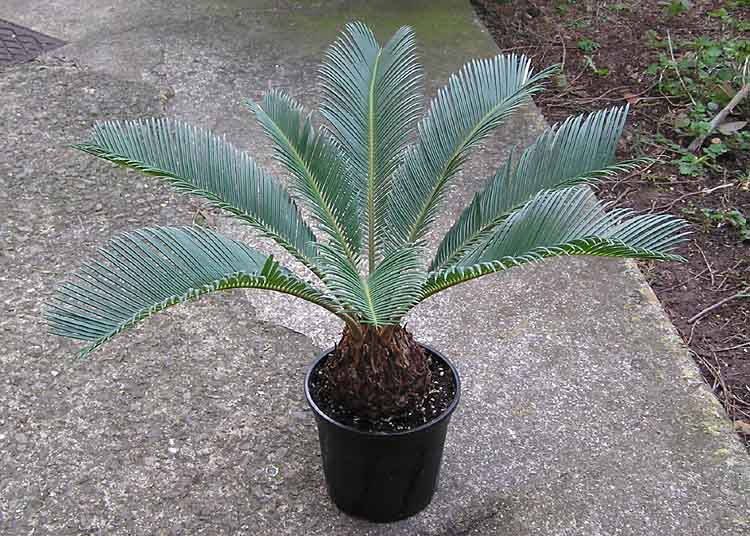
Planta ornamental (Cycas revoluta)

Una planta ornamental és aquella que es conrea i comercialitza amb la finalitat principal d'aprofitar la seva bellesa. N'hi ha moltes que tenen un doble ús, alimentari i ornamental com l'olivera o el taronger. En agricultura les plantes ornamentals normalment es crien a l'aire lliure en un viver o sota protecció lleugera sota plàstic o en un hivernacle amb calefacció o sense. Hi ha més de 3.000 plantes que es consideren d'ús ornamental. La importància de les plantes ornamentals ha crescut amb el desenvolupament econòmic de la societat i l'increment d'àrees enjardinades i l'ús de plantes d'exterior i interior pels particulars.
Les plantes ornamentals vives són aquelles que es venen amb un contenidor o sense, però que estan preparades per a ser trasplantades o simplement transportades al lloc de destinació.

## Principals tipus de plantes ornamentals
- Arbres: Coníferes com el cedre, de fulla persistent com l'alzina o caducifoli com el til·ler
- Arbusts: cotoneaster, Llorer-cirer, Azara...
- Enfiladisses: Heura, Alyxia, Passionària…
- Aquàtiques i palustres: Nenúfar.
- Tapissants: (la gespa.) Amelichloa
- Palmeres: Phoenix, Washingtonia i Trachycarpus
- Cícades: Cycas revoluta
- Bulboses: Narcís, Jacint, Gladiol, etc.
- Tuberoses: Per exemple la Dàlia.
- Crasses: P.ex. cactus
- Bambús: Bambú del Japó (Phyllostachys aurea) entre d'altres
- Falguereso afins : Banya de cérvol (Platycerium bifurcatum)
- Herbàcees: Petúnia, Impatiens, Alfàbrega, etc.
- Plantes d'interior: Ficus, Diefenbàquia, Croton, etc.